# NGC 2698
NGC 2698 ist eine linsenförmige Galaxie vom Hubble-Typ S0/a im Sternbild Hydra südlich der Ekliptik. Sie ist schätzungsweise 78 Millionen Lichtjahre von der Milchstraße entfernt und hat einen Durchmesser von etwa 35.000 Lichtjahren. 

Im selben Himmelsareal befinden sich u. a. die Galaxien NGC 2699, NGC 2708, NGC 2709, NGC 2727.
Das Objekt wurde am 11. März 1826 von John Herschel entdeckt.